# Orbia
Orbia Advance Corporation, S.A.B. de C.V. (anteriormente nombrado como Mexichem) es una compañía mexicana involucrada en varias industrias, como en la construcción e infraestructura, comunicaciones de datos, riego, productos químicos y mucho más. Opera en más de 100 países del mundo, con más de 22,000 empleados. Orbia recauda $7.2 billones de dólares en ingresos y ha sido negociada en la Bolsa Mexicana de Valores por más de 30 años. La compañía es uno de los miembros de la Bolsa Mexicana de Valores, Sustentabilidad Index y The FTSE4Good Sustainability Emerging Markets Index. La compañía fue fundada en el año 1953 y tiene su sede central en la alcaldía Cuauhtémoc de la Ciudad de México, México.

## Historia
En 1953 un grupo de inversionistas mexicanos y estadounidenses funda Cables Mexicanos S.A. para satisfacer un creciente mercado mexicano de cables de acero de alto carbono. Y en 1960 cambia su nombre a Aceros Camesa. En 1978 Se crea una empresa de control llamada Grupo Industrial Camesa, se convierte en una sociedad anónima y se cotiza en la Bolsa de Valores de México. En 1999 el Grupo Empresarial Privado Mexicano (GEPM) desaparece al fusionarse con Camesa. 
En 2004 Camesa adquiere Química Flúor, una empresa productora de ácido fluorhídrico, que se utiliza en una amplia variedad de productos, desde teflón hasta refrigerantes y medicamentos, lo que convierte a la empresa en el mayor productor de ácido fluorhídrico de América y también adquiere Grupo Primex, el principal productor de resinas de PVC en México y América Latina, así como un productor de plastificantes, anhídrido ftálico, resinas y compuestos plásticos. En 2005 se vende Aceros Camesa y Grupo Industrial Camesa cambia su nombre a Mexichem. En 2006 Mexichem adquiere Bayshore Group – su primer negocio internacional. La adquisición de este negocio de compuestos de PVC con operaciones en los Estados Unidos, se convierte en el primer paso de Mexichem para convertirse en una empresa global.  En 2007 Mexichem adquiere Amanco, el principal productor latinoamericano de sistemas de tuberías y accesorios de PVC para el transporte de fluidos, principalmente agua; igualmente Mexichem adquiere Petroquímica Colombiana (PETCO), un proveedor global de resinas de PVC, lo que le permite producir el producto de manera más rentable. Y Mexichem adquiere el 50% de las acciones de C.I. Geon Polímeros Andinos. En 2008 adquiere DVG, Industria e Comércio de Plásticos (Plastubos), un productor de tubos rígidos de PVC utilizados para el transporte de agua potable y aguas residuales; el negocio de fluorita de Río Verde, plantas de producción y dos concesiones mineras de fluorita de grado ácido; Quimir, empresa mexicana de fosfatos de sodio; Geotextiles del Perú, S.A., un productor peruano de geotextiles; Fiberweb Bidim Industria e Comércio de Não-Tecidos, el líder de Brasil en productos no tejidos para la industria de los geotextiles; y Colpozos, la empresa líder de riego y perforación de pozos en Colombia, aumentando sus soluciones sostenibles en materia de agua. En 2009 adquiere Tubos Flexibles, una empresa mexicana con cuatro plantas que produce tuberías y conexiones de PVC y el 50% restante de las acciones de C.I. Geon Polímeros Andinos.
El 7 de agosto de 2017, Mexichem anuncia la adquisición de la empresa israelí Netafim de Permira Holdings, Ltd. con un monto de $1,500 millones de dólares.
El 4 de septiembre de 2019, Mexichem anuncia que renombraría su compañía como Orbia Advance Corporation, añadiendo que este sector de calificación en la Bolsa Mexicana de Valores cambiando para materiales a industrial. En 2020 Orbia lanza la primera actualización de su ImpactMark: una representación visual del compromiso a largo plazo de la empresa con las personas, el planeta y las ganancias y su progreso en seis indicadores clave de desempeño durante los tres años anteriores.
En julio de 2025 la compañía fue señalada en una investigación especial de las Naciones Unidas, por proveer sistemas de riego para Netafim, compañía Israelí que se beneficia directamente de la explotación de tierra incautada a palestinos tanto en la franja de Gaza como en Cisjordania, Orbia es propietaria del 80% de la compañía Netafim.